# Palazzo Spanò Bolani

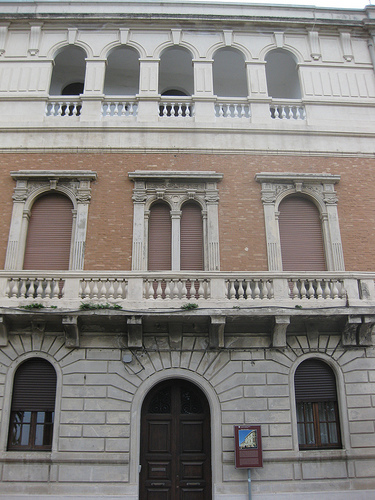
Palazzo Spanò Bolani, Fassade zum Corso Vittorio Emanuele III

Der Palazzo Spanò Bolani ist ein Palast aus den 1920er-Jahren im historischen Zentrum von Reggio Calabria in der italienischen Region Kalabrien, dessen Fassaden eine Mischung aus Neorenaissance und Jugendstil zeigen. Er füllt den Block zwischen dem Corso Vittorio Emanuele III, der Via Cattolica dei Greci, der Via Miraglia und der Via Spanò Bolani aus.

## Geschichte
Der Palast, der durch die kleinen Loggien in den oberen Stockwerken gekennzeichnet ist, steht an einer Stelle, an der vor dem Erdbeben von 1908 das Salesianerkloster stand. Er verdankt seinen Namen einem der bekanntesten Männer der Stadt, der dort Abgeordneter und Bürgermeister war, sowie Direktor des Stadtmuseums. Das Gebäude wurde 1925 projektiert und in verschiedenen Zeiträumen errichtet: Die erste Bauphase endete 1927, wogegen der letzte Eingriff, die Aufstockung des unteren Teils, in den 1950er-Jahren abgeschlossen wurde.

## Beschreibung
Das Gebäude hat ein Tiefparterre und drei Vollgeschosse und zeigt einen rechteckigen Grundriss mit abgerundeten Ecken sowie zwei Innenhöfen.
Die Fassaden sind vom Baustil der Neorenaissance durchdrungen, zeigen aber auch Einflüsse des Jugendstils bei den Dekorationen mit floralen Motiven. In den Palast gelangt man durch drei Eingänge, je einen am Corso Vittorio Emanuele III, der Via Cattolica dei Greci und der Via Spanò Bolani. Die Fassaden zeigen sich wegen der unterschiedlichen Straßenhöhen um den Block gestaffelt und sind besonders durch das in glattem Bossenwerk verkleidete Tiefparterre und durch die dortigen Fenster mit Architraven und Gittern gekennzeichnet. In den oberen Geschossen setzt sich die Verkleidung mit Bossenwerk fort, wobei Teile in Sichtmauerwerk ausgeführt sind. Nur im ersten Obergeschoss gibt es Balkone, die durch verzierte Konsolen gestützt werden und mit neoklassizistische Balustraden versehen sind. Dort befinden sich aus Doppel- und Einfachfenster, teilweise mit Architraven versehen, teilweise mit Rundbögen und seitlichen korinthische Lisenen. Oben schließen die Fassaden mit einem Traufgesims und einer einfachen Brüstung ab.